# Mycoglaena myricae
Mycoglaena myricae är en lavart som först beskrevs av William Nylander och som fick sitt nu gällande namn av R. C. Harris. 
Mycoglaena myricae ingår i släktet Mycoglaena, klassen Dothideomycetes, divisionen sporsäcksvampar och riket svampar. Arten är reproducerande i Sverige. Inga underarter finns listade i Catalogue of Life.